# Grundregalen
Grundregalen är framför allt i rättshistorien en kollektiv beteckning på mark, fiske och malm som kronan ansågs äga eller ha ensamrätt till, som en del av kronans regale. Kronan kunde dock utfärda privilegiebrev och därmed överlåta sin nyttjanderätt till regalen, så till exempel bergsprivilegier.
Grundregalen kan sammanfattas under tre huvudrubriker: skogsregalet, kronans äganderätt till allmänningarna samt obebyggt område (jämför kronojägare), vattenregalet, kronans äganderätt till alla större vattendrag och till skärgårdsfisket, och bergsregalet, kronans äganderätt till malmstrecken. 
Grundregalen är en europeisk kontinental uppfattning om vad som naturligen tillkom kronan, som härrör från medeltiden. I Sverige införde Gustav Vasa dessa tre slag av regale fastän det även finns enskilda medeltida exempel. Inte heller Gustav Vasa vågade ta steget fullt ut, hur starkt han än formulerade anspråken, men Johan III drog den fulla konsekvensen av faderns från Tyskland hämtade teori. I början av 1900-talet hade bergsregalet och fiskeregalet upphört, och endast skogsregalet förblev oavkortat; dock är allmänningar ofta upplåtna till menighetens bruk. 
Bergsregalet, som i alla tider mötte det starkaste motståndet, återstod slutligen därav endast kronans äganderätt till
Sala silvergruva, men även denna rätt upphörde 1888. Två framstående svenska forskare av grundregalen när de upphörde var Carl Gustaf Styffe (Framställning af de så kallade grundregalernas uppkomst och tillämpning i Sverige intill slutet af 16:e årh. etc. 1864), och Hjalmar Hammarskjöld (Om grufregal och grufegendom i allmänhet).